# Castillo de Langenburg
El castillo de Langenburg (en alemán Schloß Langenburg) es un castillo histórico de Alemania situado en Langenburg, en Suabia, y todavía perteneciente a la familia de Hohenlohe-Langenburg, de la rama protestante de los príncipes de Hohenlohe.

## Historia
Situado en el valle del Jagst, era llamado en latín en torno a 1226 Landsberg castrum et oppidum, es decir castillo y fortaleza de Landsberg. Fue fortificado de nuevo en 1235 y ampliado. Las dos grandes torres redondas datan de esta época. El castillo de Langenburg es remodelado en el siglo XV para protegerse de los incendios y adecuado como residencia principesca entre 1610 y 1616 en estilo renacentista tardío. El patio interior y sus galerías, sus torretas y sus escaleras de honor son entonces construidas. El castillo es barroquizado entre 1757 y 1759.
Una restauración importante tuvo lugar a partir de enero de 1963, cuando la parte norte y este del castillo fueron presas de un incendio.

## Presente
Un museo ha sido abierto en una parte del castillo que puede ser visitado, incluyendo la capilla y siete salas (entre las cuales la Sala Barroca, la Sala de Archivo, la Nueva Sala Comedor, la Cámara Real, la Biblioteca de Feodora, etc.). La familia Hohenlohe-Langenburg también abrió en 1950 un café en la rosaleda y un museo de automóviles alemanes en los antiguos establos, en 1970.
Una sesión de conciertos (Hohenloher Kultursommer) tiene lugar cada verano en la Sala Barroca y en septiembre también tienen lugar jornadas de jardinería en el Jardín, donde los aficionados pueden adquirir flores, esencias raras y exóticas para sus plantaciones, así como herramientas de jardinería. 

## Galería

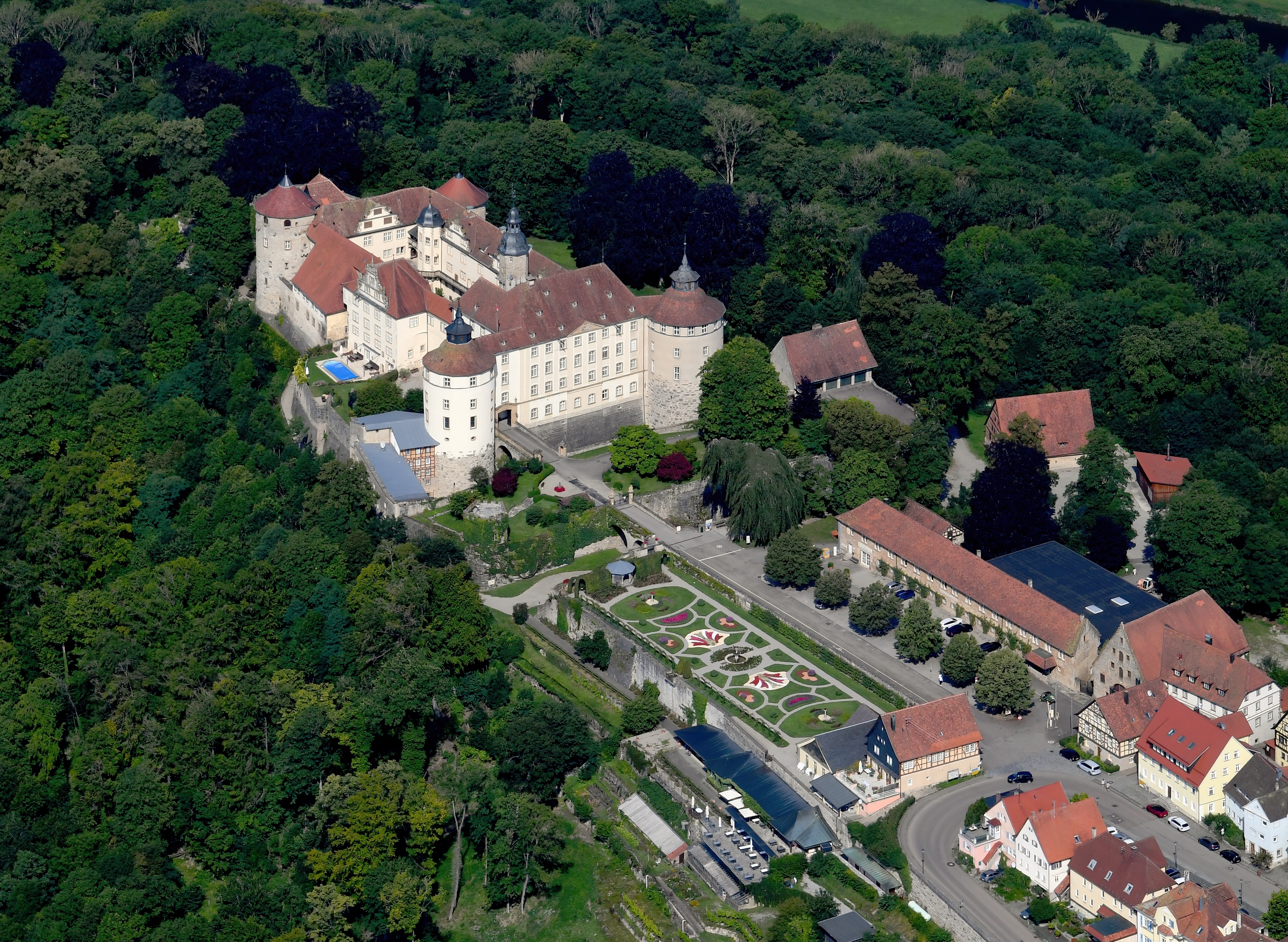
Vista aérea del castillo de Langenburg y sus jardines
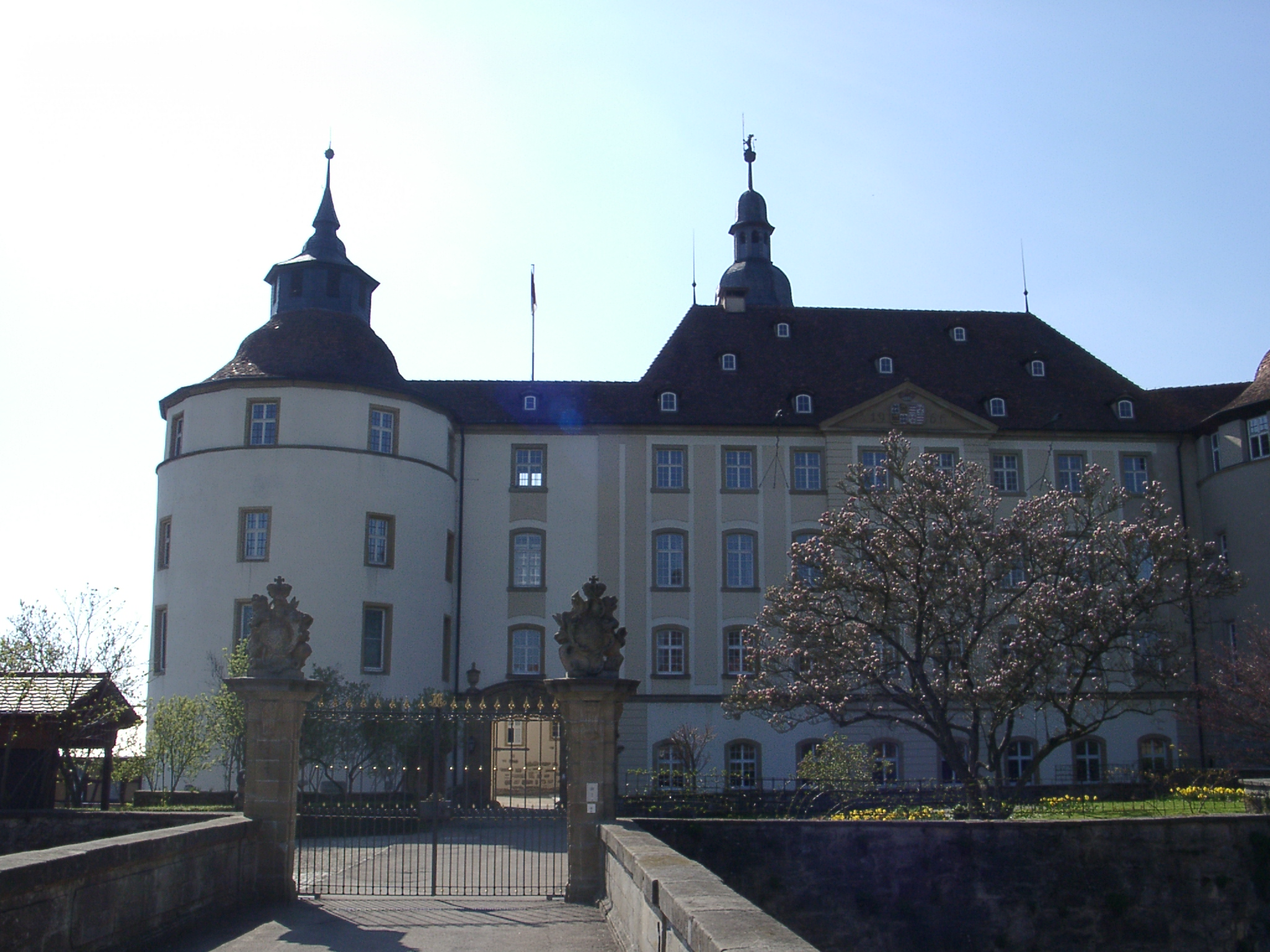
Patio de Honor del castillo
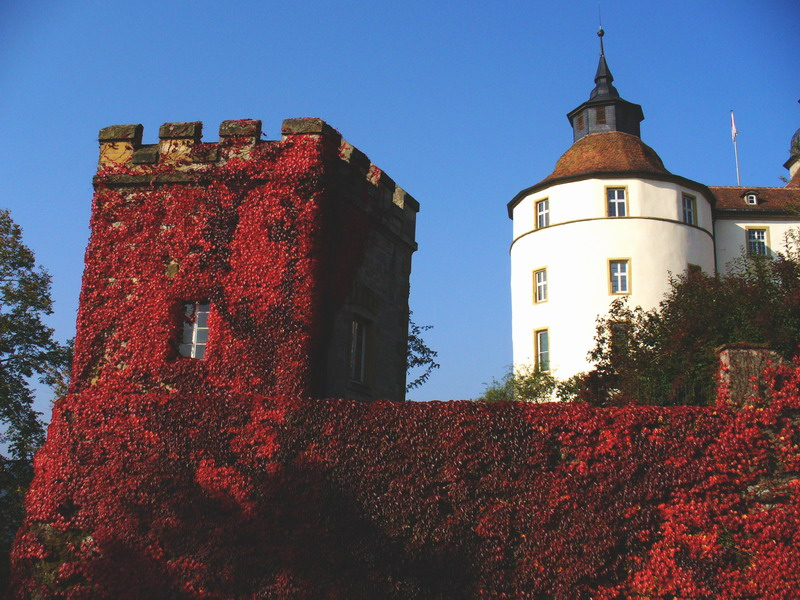
Torre almenada
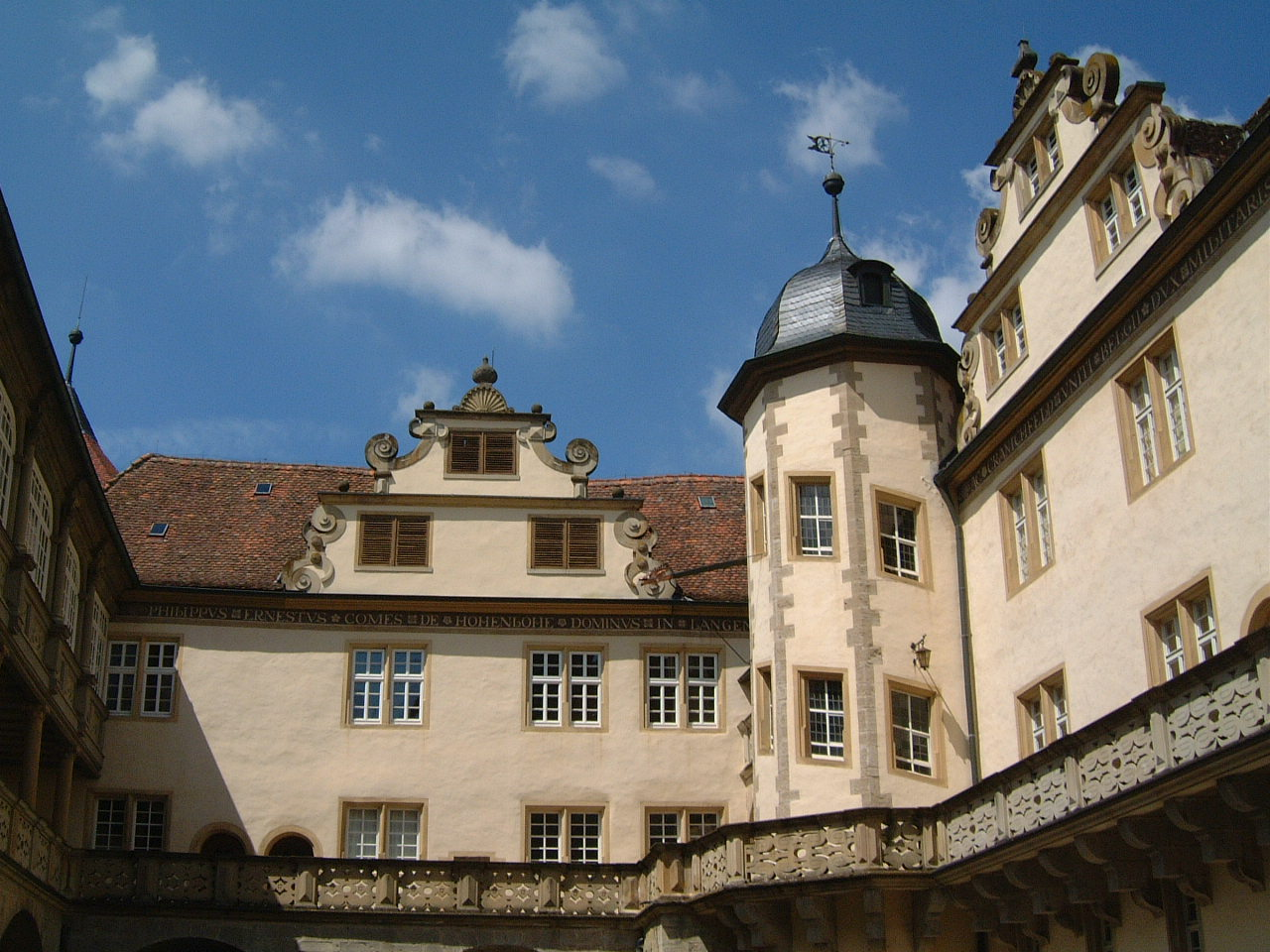
Detalle del patio interior
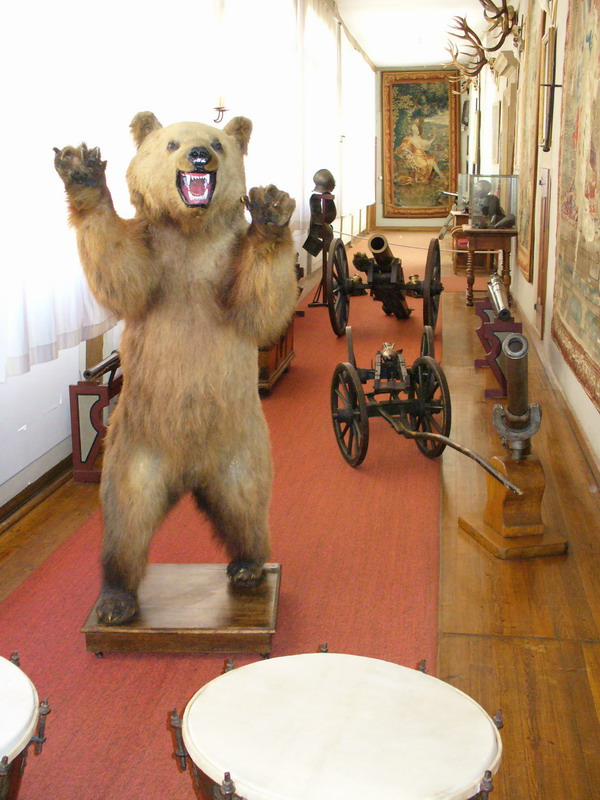
Oso disecado en una galería del museo
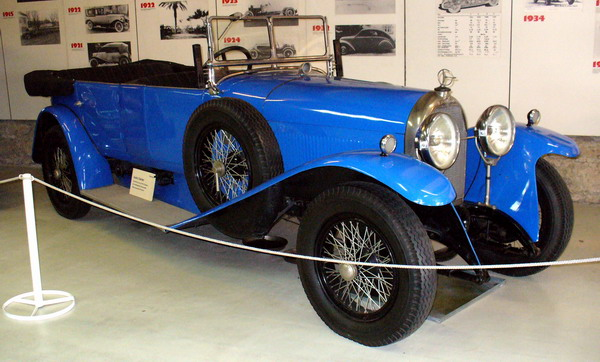
Automóvil Daimler (1923) en el museo de automóviles
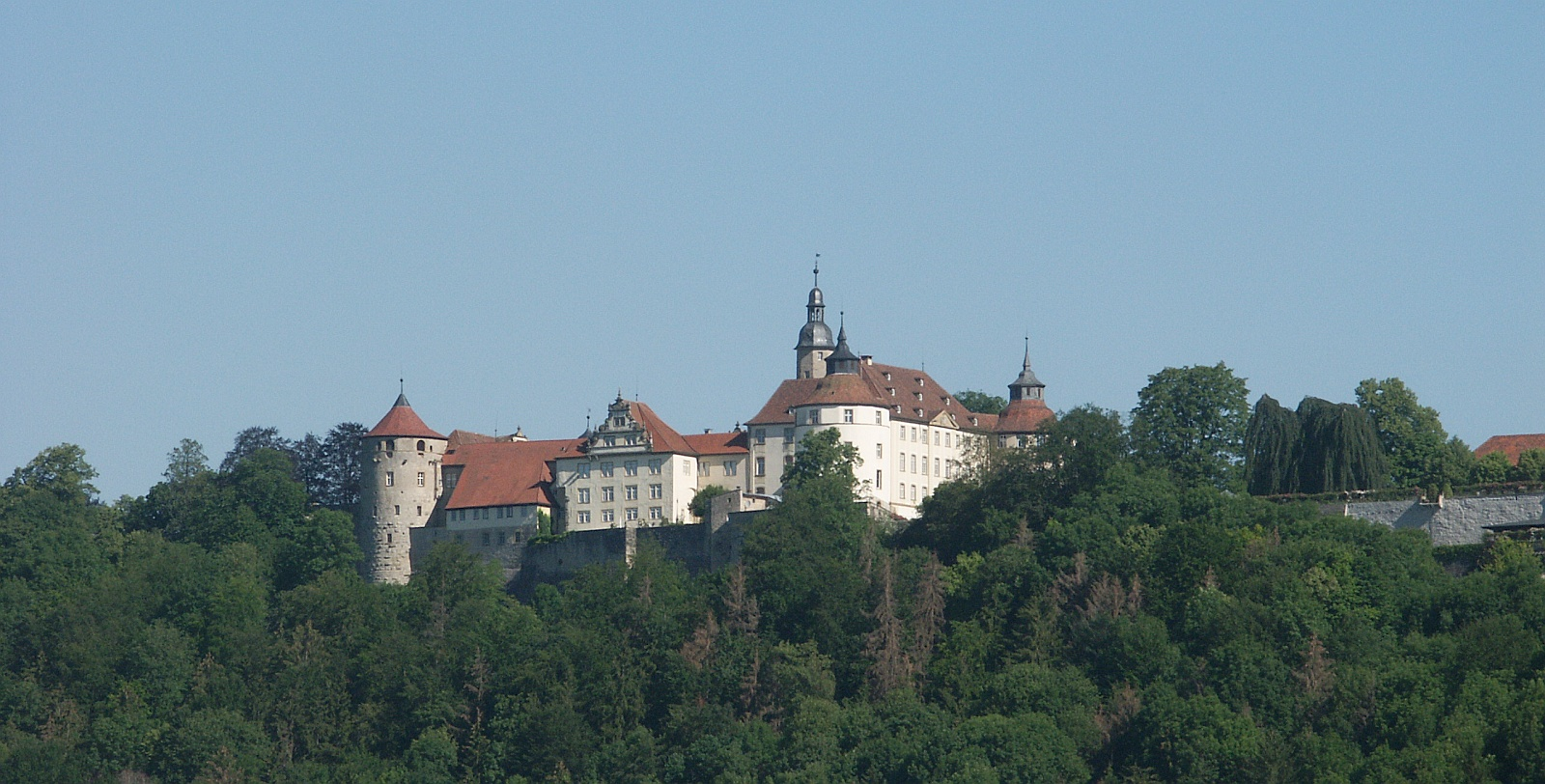
Vista del castillo en verano
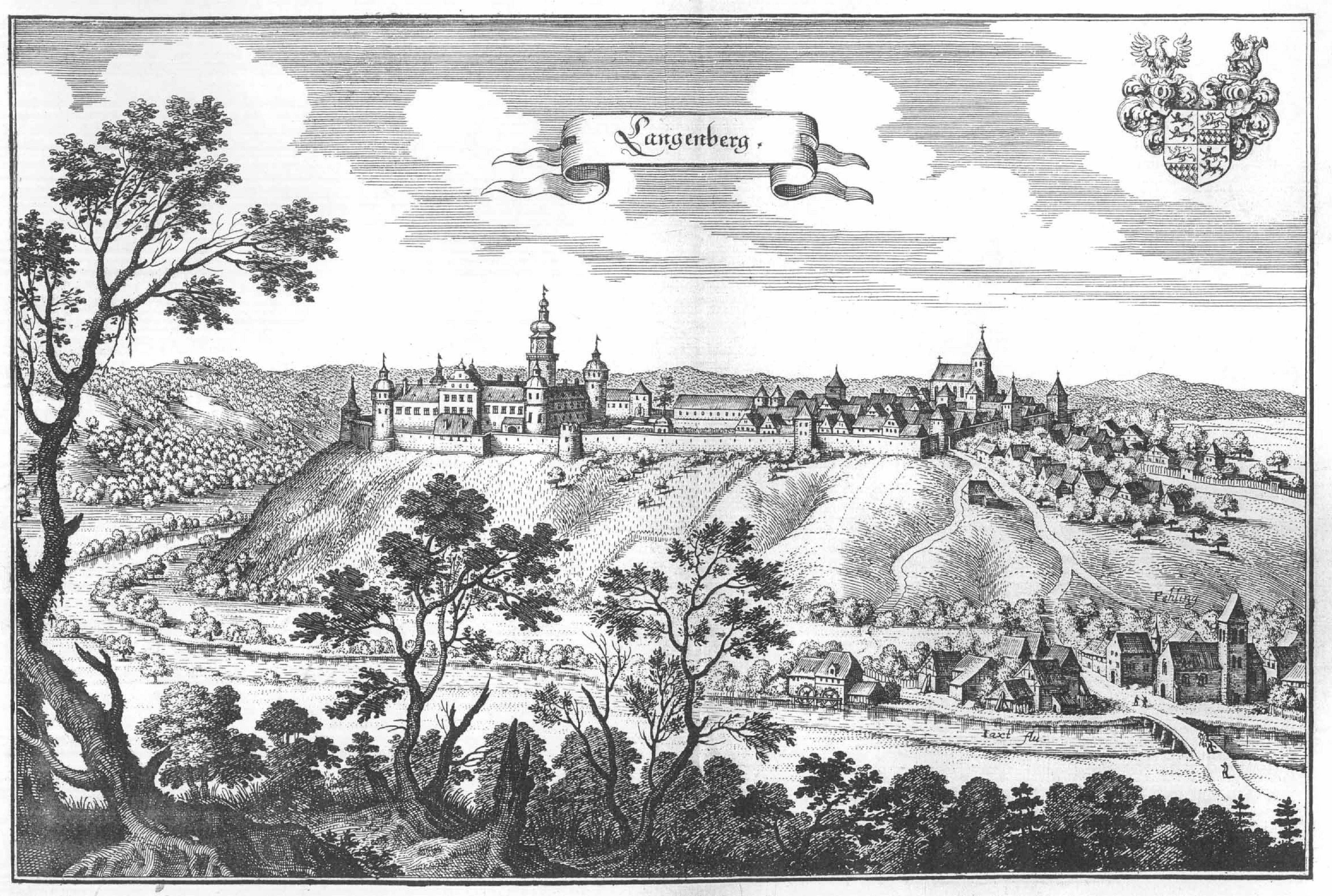
Vista del castillo en 1648
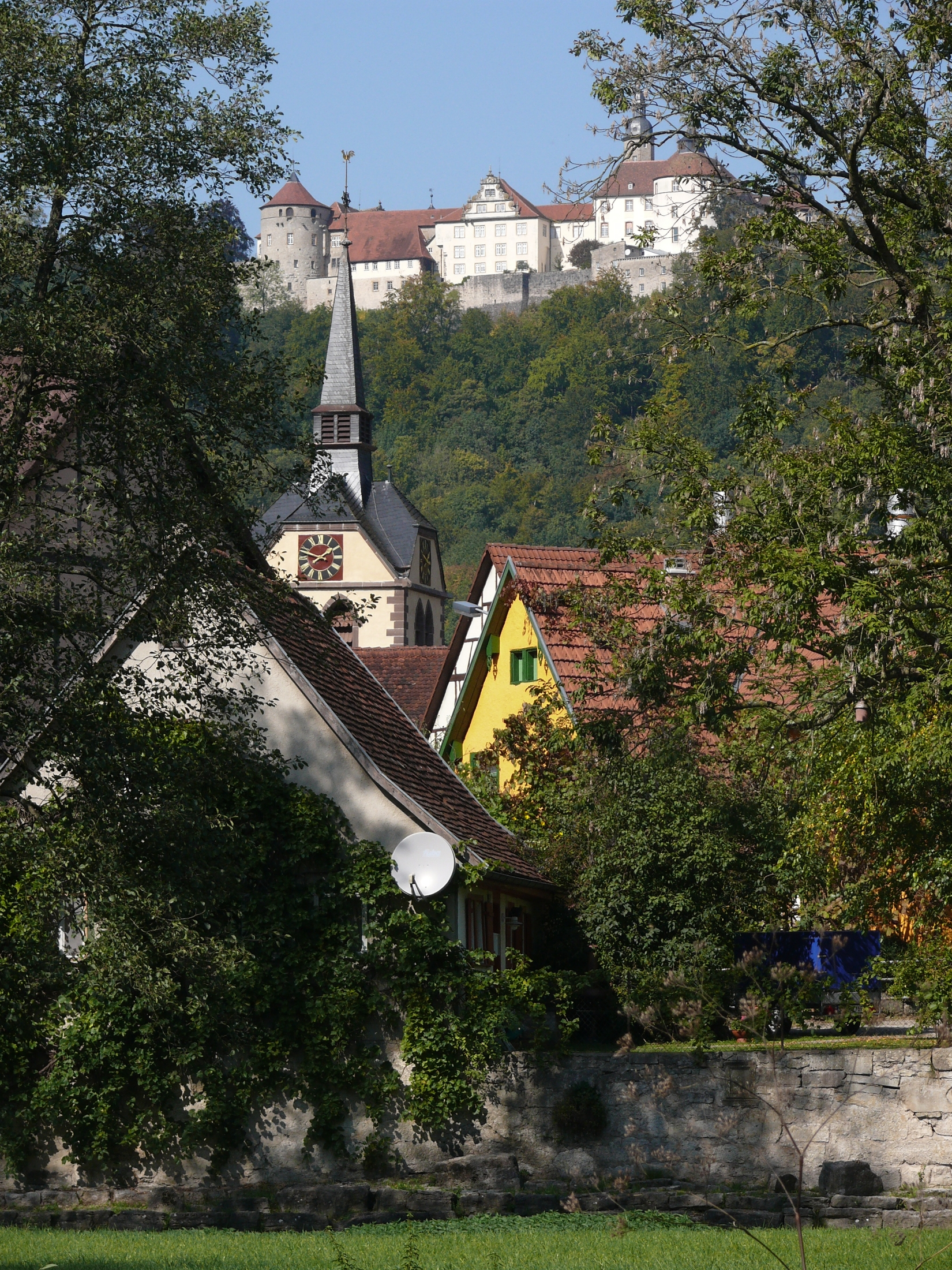
Vista del castillo, de la villa y de la iglesia